# Zielony Jar
Zielony Jar – jednostka pomocnicza gminy (osiedle) Płocka, jest częścią dzielnicy Podolszyce. 
Położone jest we wschodniej części Płocka, w odległości ok. 6 km od centrum miasta. Swoją nazwę wzięło od jaru rzeczki Rosicy przepływającej wzdłuż granicy miasta. Zabudowane blokami, a także domami jednorodzinnymi. 

## Historia
Obszar Zielonego Jaru został przyłączony do miasta 1 stycznia 1982. Początkowo nie istniały plany powołania osiedla, a teren zajmowany przez Zielony Jar miał być integralną częścią Podolszyc Północ. Zaczęto budować al. Armii Krajowej, która miała okalać całe Podolszyce Północ. Budowę ulicy rozpoczęto równocześnie z dwóch jej krańców. W ten sposób część osiedla przy jarze została odcięta od reszty, a odciętą część zaczęto nazywać najpierw osiedlem Nad Jarem, a później Zielonym Jarem. Gdy w 1997 krańce al. Armii Krajowej zostały połączone, nazwa Zielony Jar utarła się wśród mieszkańców. Zielony Jar status osiedla uzyskał jednak dopiero 29 czerwca 1999 roku, jako najmłodsze płockie osiedle.

## Architektura
Osiedle zabudowane jest budynkami jednorodzinnymi oraz wielorodzinnymi dwu-, trzy- i czteropiętrowymi. Pierwsze budynki wybudowane zostały w 1991 roku przy ul. Batalionu "Parasol". Najstarsze bloki wybudowane zostały w technologii wielkiej płyty. Osiedle nie jest typowym blokowiskiem, ponieważ dużą część zabudowy stanowią budynki jednorodzinne. Zielony Jar w dużej części został już zabudowany, a z uwagi na brak miejsca dalsze budynki powstawać mogą jedynie w północnej części osiedla, gdzie obecnie znajduje się osiedle tarasowe. W planach jest m.in. zagospodarowanie jaru Rosicy oraz budowa pasażu, który miałby łączyć Park Północny i Pasaż Paderewskiego z jarem Rosicy. Przez północną część osiedla przebiegać ma obwodnica.
Ze wschodu na zachód osiedle przecina teren wyznaczony pod pasaż. Korytarz ten przyczynił się do zwyczajowego podziału osiedla na dwie części. Przez mieszkańców nazywane są od głównych ulic każdej części: Batalionu "Parasol" i Monte Cassino.

## Granice osiedla
- od wschodu: brzeg rzeki Rosicy (granica z gminami: Radzanowo i Słupno)
- od południa: ul. Wyszogrodzka (granica z os. Podolszyce Południe)
- od zachodu: al. Armii Krajowej oraz ul. Żyzna (granica z os. Podolszyce Północ)
- od północy: ul. Boryszewska (granica z gminą Radzanowo)

## Wykaz ulic
Władysława Andersa, Armii Krajowej (nr parzyste od 2 do 18), Batalionu „Parasol”, Batalionu „Zośka”, Boryszewska (bez numerów), Bytnara, Chruściela, Dywizjonu 303, Monte Cassino, Sosabowskiego, Wańkowicza, Wyszogrodzka (nr nieparzyste od skrzyżowania z ul. Armii Krajowej do granic miasta), Żyzna (nr nieparzyste).